# Eucarpio
Eucarpio  è un nome proprio di persona italiano maschile.

## Varianti in altre lingue
- Greco antico: Εὐκάρπιος (Eukarpios)
- Latino: Eucarpius[1]

## Origine e diffusione
Deriva dal nome greco Εὐκάρπιος (Eukarpios), latinizzato in Eucarpius. È composto da εὐ (eu, "bene") e καρπός (karpos, "frutto"), quindi può essere interpretato come "che fruttifica bene", "fertile". Il significato veniva riferito, nei primi ambienti cristiani, alle doti spirituali e morali.

## Onomastico
L'onomastico si può festeggiare il 18 marzo in memoria di sant'Eucarpio, soldato e martire con san Trofimo a Nicomedia sotto Diocleziano, oppure il 25 settembre in ricordo di sant'Eucarpio, martire con san Bardomiano in Asia. A Villafranca Sicula, il 21 settembre, è venerato anche il corpo santo di un sant'Eucarpio, martire romano, ivi giunto come dono del principe Francesco Alliata nel 1550.